# 胡口和雄
胡口 和雄（こぐち かずお、1948年10月17日 - ）はニッポン放送スポーツ部に所属していたアナウンサーで現在はMAXキャスティング所属。東京都江戸川区出身。早稲田大学政治経済学部政治学科卒業。1972年入社。

## 来歴・人物
アナウンサーを目指すようになったきっかけは、幼稚園児の頃に観た『新諸国物語』（東映映画）で泉田行夫のナレーションに魅了されたことで、その後もNHKアナウンサーの志村正順に感動。大学では放送研究会に入っていた。
1973年の日拓ホームフライヤーズVS太平洋クラブライオンズ戦（後楽園球場）で実況デビュー。
主にプロ野球中継を担当し、セ・リーグ開幕戦、セ・リーグ優勝決定ゲーム、日本シリーズ第1戦など、重要な試合を担当していた。
1985年の阪神タイガース対読売ジャイアンツ（阪神甲子園球場）の「バックスクリーン3連発」の試合の実況を担当していたが、実はこの時は風邪をひいていて喉も含めて体調が最悪の状態であったという。
実況中継を担当する試合は長時間に達するものが多く、「ミスターロングゲーム」と呼ばれることもある。記録的な試合時間の実況中継の多くを担当しており、日本のプロ野球だけではなく、ニューヨークヤンキース戦でも長時間中継を余儀なくされた（雨天による試合中断のため）。
2007年10月1日で「松井秀喜 ワールドチャンピオンへの道」のレポーター担当を急遽降板。後任は後輩の師岡正雄が担当した。
競馬中継にも長く係わっており、日曜日に放送している日曜競馬ニッポンの実況も担当。だが2008年は「ショウアップナイター」プレイボールの土日担当になっていたため、シーズンが終了するまで競馬実況が担当できなかった。当時共演していた大橋巨泉からは「胡口の競馬実況は日本一だ」、先輩の深澤弘からは「競馬実況が一級品。馬が走っていると実に鮮やかな実況をする。」 と評価されているものの、予想の的中率は芳しくない。
2008年秋をもってニッポン放送を定年退職。その後はニッポン放送系列のエル・ファクトリー（現：ミックスゾーン）に移籍してアナウンス部長に就任、引き続きフリーアナウンサーとして、ショウアップナイターにて野球実況を、日曜競馬ニッポンにて競馬実況を担当している。このため、ニッポン放送退社後の現在でも同社アナウンサーの扱いとなっており（先に退社した宮田統樹や山田透も同様）、同社のアナウンサープロフィールも2016年の公式サイト改変まで残っていた。
また、2010年よりニッポン放送が主催し、エル・ファクトリーが運営する「プロフェッショナル・アナウンスセミナー」の校長を務めている。
2010年8月28日の広島東洋カープVS読売ジャイアンツ戦（MAZDA Zoom-Zoom スタジアム広島）の実況中継中、体調不良により途中降板。胡口は4回までを実況し、その後はベンチリポーターとして待機していた松本秀夫に交代。胡口はそのまま広島市内の病院で検査を受け、軽度の熱中症と診断された。
30代の頃は、旅行、カラオケ、スキーが趣味で、スポーツには何でもトライするという意欲旺盛な面があった。

## 出演番組
- ニッポン放送ショウアップナイター

### 過去の出演番組
- 和田アキ子とのナイターオフ番組（番組名は不明）
- プロ野球ニュース2012
- ショウアップスポーツ（日曜日）
- 日曜競馬ニッポン

など。